# Sítula Benvenuti

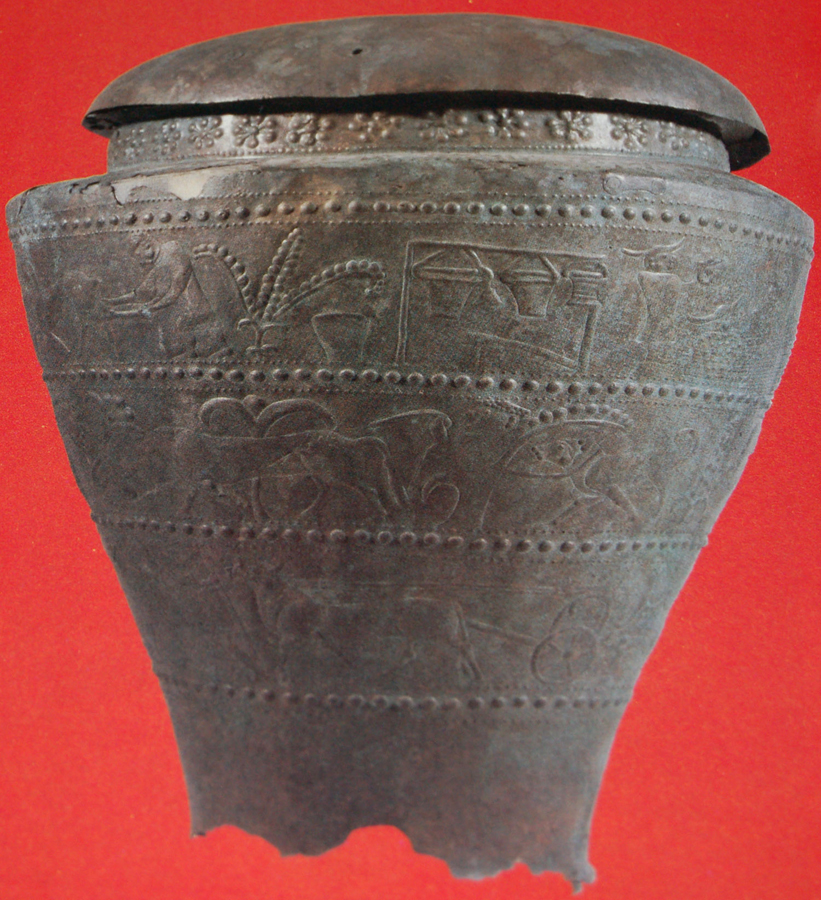
Sítula Benvenuti

La sítula Benvenuti es un sítula de bronce que data de aproximadamente del año 600 a. C. Es producto del conocido arte sítula que se extendió hacia el norte en este período desde los etruscos, en este caso hacia la cultura Este que floreció en Este en el Véneto durante el siglo VII. Actualmente, la vasija se conserva en el Museo Nazionale Atestino. El relieve de la vasija representa escenas de la vida aristocrática de la época. Estos incluyen banquetes y escenas de victorias militares. La iconografía de las escenas en relieve de la sítula puede indicar influencia etrusca.

## Historia
La sítula fue encontrada en el siglo XIX durante la campaña de excavación de una necrópolis ubicada en via Santo Stefano in Este, en los jardines de Villa Benvenuti. El objeto formaba parte de los ornamentos de la tumba de una niña de tres años (tumba de Benvenuti n° 126).
La sítula representa un importante testimonio de los contactos de los pueblos de la llanura del Po-Veneto con las civilizaciones más avanzadas del Mediterráneo oriental de la era protohistórica, a través de un sistema de mediaciones complejas que transcurrieron desde los etruscos y las colonias griegas del Adriático y de la Península Balcánica.

## Descripción
Se trata de una sítula de 31,5 cm de alto y con un diámetro máximo de 25,4 cm. La tapa aún existe, mientras que la parte inferior de la sítula se ha perdido. La vasija está hecha de bronce con la técnica de repujado.
La vaso está decorado en la parte principal por tres bandas con motivos en relieve, intercaladas con hileras de pequeñas tachuelas y punzonados. En los tres registros hay un variado repertorio decorativo, compuesto por animales, reales o fantásticos, que revelan influencias orientales.
- la primera, la banda inferior, está decorada con escenas rituales: se representa un desfile de guerreros, probablemente regresando de una gran victoria, ya que obviamente también hay prisioneros;
- la segunda banda central presenta escenas quizás de carácter mitológico, con animales reales o imaginarios;
- la tercera banda, superior, narra la vida cotidiana de varios personajes, entre ellos algunos comerciantes y dos boxeadores de lucha, la vida rural y la guerra, que aportan una información inestimable sobre las costumbres de esta población.[3]